# Isaac Oliver
Isaac Oliver (ur. między 1558 a 1568 w Rouen, zm. przed 2 października 1617 w Londynie) – angielski malarz miniaturzysta i rysownik epoki baroku.

## Biografia
Isaac Oliver urodził się między 1558 a 1568 w Rouen w rodzinie francuskich hugenotów. Uczył się u Nicholasa Hilliarda, stopniowo wypracowując swój własny styl, w którym widoczne były wpływy francuskie, włoskie i niderlandzkie. Malarz odwiedził Wenecję w latach 90. XVI w. Oliver tworzył głównie portrety, a także miniatury o tematyce mitologicznej i religijnej. Zmarł w Londynie przed 2 października 1617.

## Wybrane dzieła
- ok. 1595 – Frances Howard, hrabina Essex i Somerset
- 1612 – Lucy Harington, hrabina Bedford

Lucy Harington, hrabina Bedford (1612), Cleveland Museum of Art
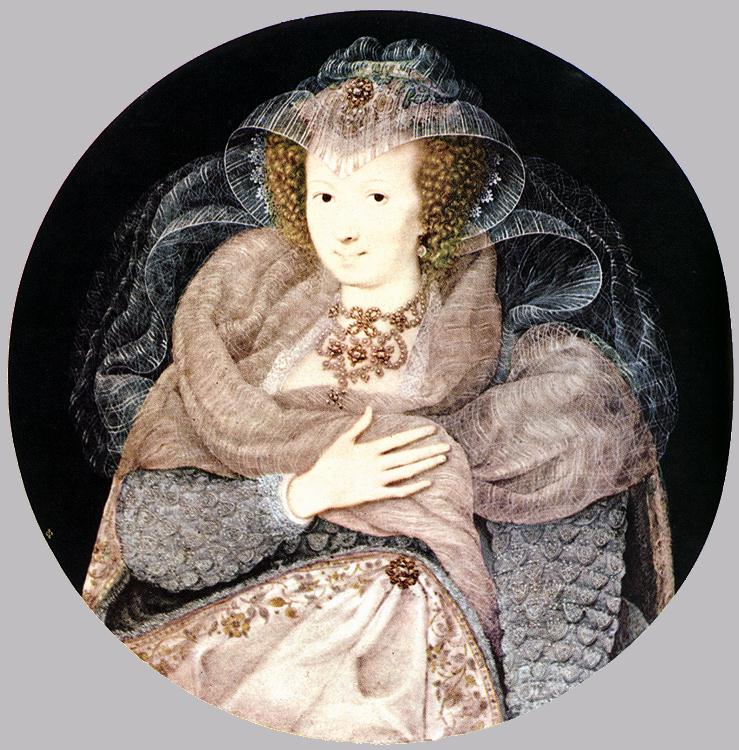
Frances Howard, hrabina Essex i Somerset (ok. 1595), Muzeum Wiktorii i Alberta, Londyn
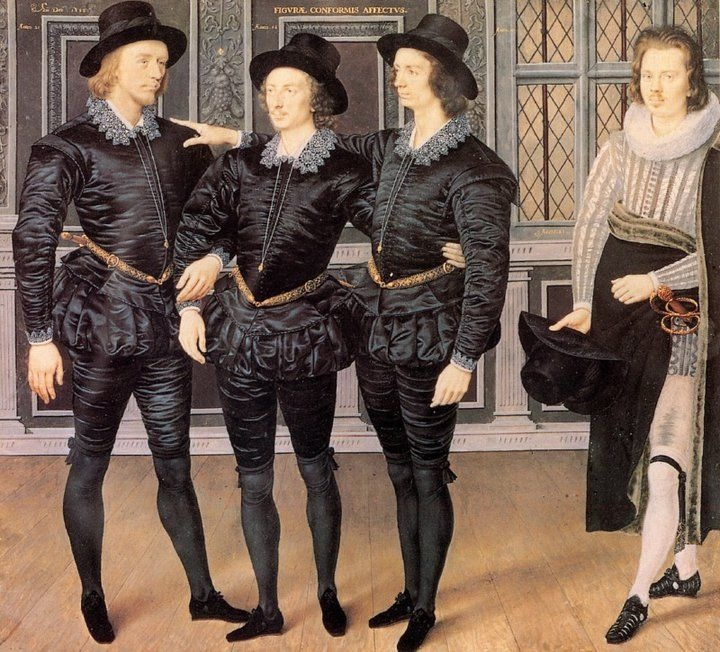
Trzej bracia Brown (1598), Burghley House
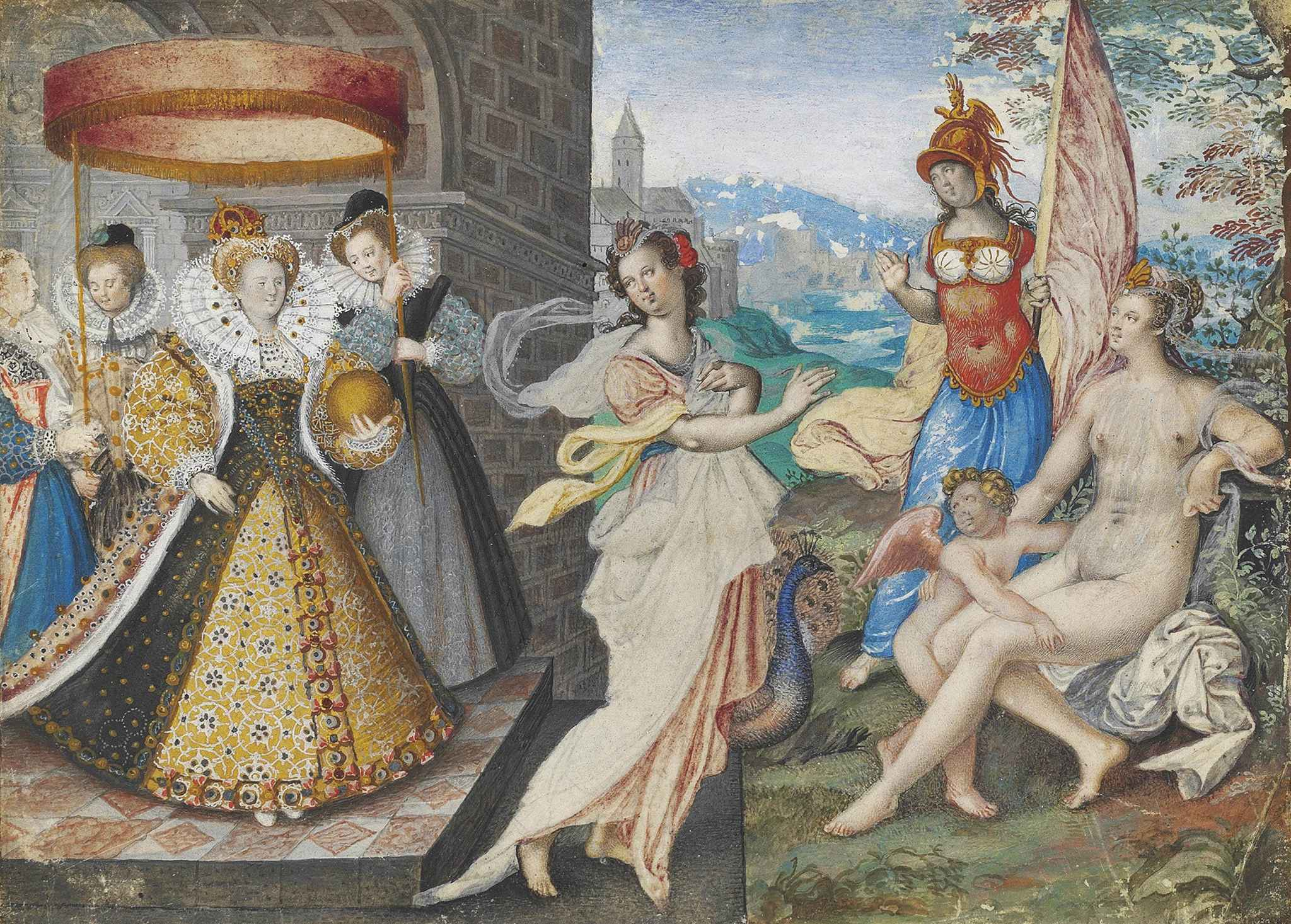
Elżbieta I i trzy boginie (ok. 1588)